# JLE - John Libbey Eurotext
 (octobre 2022).
Si vous disposez d'ouvrages ou d'articles de référence ou si vous connaissez des sites web de qualité traitant du thème abordé ici, merci de compléter l'article en donnant les références utiles à sa vérifiabilité et en les liant à la section « Notes et références ».
Pour les articles homonymes, voir JLE.
JLE - John Libbey Eurotext (1) est une maison d’édition française spécialisée dans les revues et les livres à caractère médical et scientifique dont le siège social est situé à Arcueil en région parisienne.

## Historique
L'origine de la maison John Libbey Eurotext remonte à 1983 quand Gilles Cahn crée la maison d'édition en parallèle de John Libbey publishing, maison d'édition à Londres, créée, elle, par John Libbey. Les deux maisons d'édition ont toujours été totalement indépendantes. John Libbey Eurotext, désormais JLE, est spécialisée dans la publication de revues et de livres scientifiques destinés aux professionnels, aux chercheurs.
Les éditions JLE font partie des éditeurs de la presse et de l’édition spécialisées, figurant aujourd’hui parmi les principaux éditeurs dans le domaine scientifique et médical français. 
JLE a repris fin 2023 l'activité d'édition des éditions Lavoisier.  
Elles publient sous les marques John Libbey, Lavoisier, Arnette, Doin, Pradel, Hermès, Tec & Doc et Médecine Science. 
JLE est membre du Syndicat de la presse et de l’édition des professions de santé (SPEPS). 

## Identité visuelle

Ancien logo.
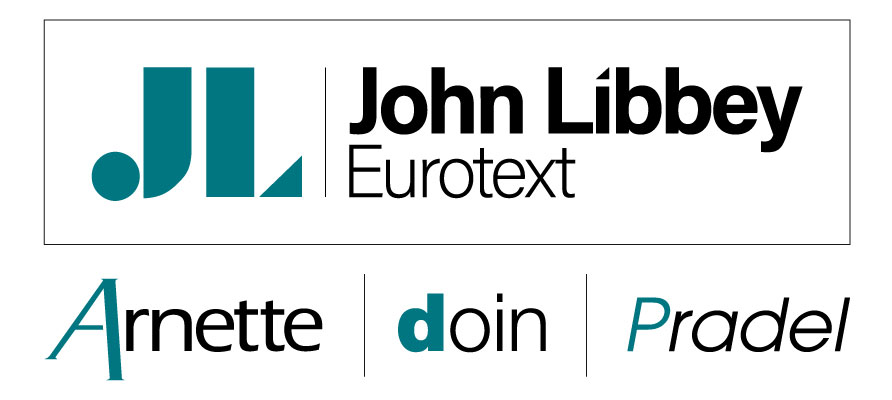
Logo 2020.
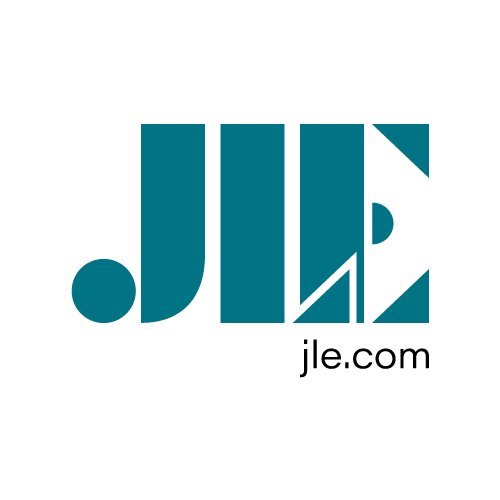
Logo actuel.